# Jesino Augusto da Costa
Jesino Augusto da Costa (Setúbal, 29 de setembro de 1899 — Lisboa, 7 de julho de 1954), conhecido como Augusto da Costa, foi um jornalista, escritor e propagandista do Estado Novo, que se destacou também como romancista. Foi diretor do jornal A Monarquia (1918), tendo abaraçado depois o ideário do corporativismo. Foi secretário particular de Oliveira Salazar (1933) e colaborador próximo de Pedro Teotónio Pereira no lançamento do corporativismo em Portugal. A sua obra mais conhecida é Portugal Vasto Império.

## Biografia
Jesino Augusto da Costa, em 1911, com apenas 12 anos, já escrevia para um jornal local de Setúbal. Do ponto de vista da literatura, Augusto da Costa merece ser estudado com atenção pela qualidade de obras como As inocentes, que ganhou vários prémios, e Portugal Vasto Império.
Foi líder do movimento monárquico em Setúbal.
Este escritor dá nome a uma artéria setubalense.